# فومينا سوزوكي
فومينا سوزوكي (باليابانية: 鈴木ふみ奈) ممثلة وعارضة اغراء يابانية. ولدت يوم 5 تموز 1990 في محافظة سايتاما. تخرجت من جامعة نيهون للفنون قسم الموسيقى. بدأت مسرتها كعارضة في عام 2010، وفازت في عام 2011 بلقب ملكة جمال فلاش.